# Јамњик (Липтовски Микулаш)
Јамњик (слч. Jamník) насељено је мјесто са административним статусом сеоске општине (слч. obec) у округу Липтовски Микулаш, у Жилинском крају, Словачка Република.

## Становништво
| Година:    | 1994. | 2004.    | 2014.   | 2024.   |
| ---------- | ----- | -------- | ------- | ------- |
| Број људи: | 372   | 424      | 459     | 462     |
| Разлика:   |       | +13,97 % | +8,25 % | +0,65 % |

| Година:    | 2023. | 2024.   |
| ---------- | ----- | ------- |
| Број људи: | 465   | 462     |
| Разлика:   |       | -0,64 % |

Према подацима о броју становника из 2011. године насеље је имало 469 становника.